# Melicope brassii
Melicope brassii är en vinruteväxtart som beskrevs av Thomas Gordon Hartley. Melicope brassii ingår i släktet Melicope och familjen vinruteväxter. Inga underarter finns listade i Catalogue of Life.